# Bogdănești (Bacău)
Bogdăneşti è un comune della Romania di 2 757 abitanti, ubicato nel distretto di Bacău, nella regione storica della Moldavia.
Il comune è formato dall'unione di tre villaggi: Bahna, Bogdănești, Filipești. I villaggi di Cozănești, Nicorești, Părgărești e Satul Nou, che già facevano parte del comune, sono stati successivamente aggregati al comune di Oituz.